# Roulette Prohlisienne
Roulette Prohlisienne ist ein deutscher Kurzfilm von Bernd Kilian aus dem Jahr 2011.

## Inhalt
Auf einem Parkdeck inmitten einer tristen Plattenbausiedlung treffen zwei ambitionierte, aber nicht allzu fähige Gangster auf ein unerwartetes Gegenüber, mit dem sie ein Geschäft abwickeln sollen. Aus dem Deal wird zwar nichts, aber es erweist sich, dass hinter der harten Fassade der Jungs ein gutes Herz steckt.

## Produktion
Der Dresdner Filmemacher Bernd Kilian realisierte Roulette Prohlisienne mit einer regionalen Crew als No-Budget-Film. Der im Film verwendete Musiktitel Jutta aus Kalkutta (2002) stammt von der Dresdner Band Robert and the Roboters. Gedreht wurde auf Schwarzweißfilm im Format Super-16.
Die Wortbildung „Prohlisienne“ im Filmtitel leitet sich vom Dresdner Stadtteil Prohlis ab, der als sozialer Brennpunkt gilt. Gedreht wurde allerdings auf dem Parkdach des Gorbitz-Centers (seit 2018 dresden.karree) im Dresdner Stadtteil Gorbitz, welcher architektonisch und laut Belastungsindex der Stadt Dresden vergleichbar mit Prohlis ist.

## Veröffentlichung
Roulette Prohlisienne wurde am 14. April 2011 auf dem Filmfest Dresden uraufgeführt und anschließend auf weiteren Festivals gezeigt. Die Erstausstrahlung im MDR-Fernsehen folgte am 28. Oktober 2011.